# Somewhere in My Lifetime
Somewhere in My Lifetime es el tercer álbum de estudio de la cantante estadounidense de Soul y R&B Phyllis Hyman. Lanzado en 1978 por Arista Records, convirtiéndose en el debut de Hyman en dicha discográfica.
6 de las canciones se usaron por primera vez en su disco anterior en buddah, con tres canciones producidas por Theodore Life y la canción principal coproduida y arreglada por Barry Manilow, incluida en el lanzamiento de Arista. El álbum fue reeditado en CD en 2008 a través de BMG Special Products; el lanzamiento incluye 2 pistas adicionales 

## Lista de Canciones
| N.º | Título                               | Duración |  |
| 1.  | «Kiss You All Over»                  | 5:14     |  |
| 2.  | «Somewhere in My Lifetime»           | 3:30     |  |
| 3.  | «Lookin' for a Lovin'»               | 2:58     |  |
| 4.  | «The Answer Is You»                  | 5:09     |  |
| 5.  | «So Strange»                         | 4:40     |  |
| 6.  | «Gonna Make Changes»                 | 3:58     |  |
| 7.  | «Living Inside Your Love»            | 6:14     |  |
| 8.  | «Be Careful (How You Treat My Love)» | 4:12     |  |
| 9.  | «Soon Come Again»                    | 3:36     |  |
| 10. | «Here's That Rainy Day»              | 3:02     |  |

Bonus Track de la Reedición del 2015 a través de SoulMusic Records

| N.º | Título                                     | Duración |  |
| 11. | «So Strange (Arista US 12" Single)»        | 9:02     |  |
| 12. | «Kiss You All Over (Arista US 12" Single)» | 6:18     |  |
| 13. | «Sweet Music»                              | 3:50     |  |
| 14. | «Love Is Free»                             | 3:47     |  |
| 15. | «Sing A Song»                              | 3:38     |  |

Notas Adicionales: Las Pistas 4, 6, 7, 8, 9 y 10 fueron publicadas anteriormente en el álbum (Sing a Song, 1978)